# 菅沼健一
菅沼 健一（すがぬま けんいち、1954年〈昭和29年〉 - ）は、日本の外交官。2012年（平成24年）10月9日からブルネイ駐箚特命全権大使、2014年（平成26年）5月13日から第3回国連防災世界会議担当特命全権大使。同年9月5日から北極担当大使兼務。2015年（平成27年）4月24日からスリランカ駐箚特命全権大使。

## 経歴・人物
東京都出身。1978年（昭和53年）東京大学法学部を卒業して、外務省入省。パキスタン等の在外公館、OECD（経済協力開発機構）日本政府代表部を経験。
1993年8月外務省総合外交政策局軍縮不拡散・科学部軍備管理軍縮課兵器関連物資等不拡散室長、1995年7月外務省経済局国際エネルギー課長、1997年2月経済局国際機関第二課長。1998年2月在ウィーン国際機関日本政府代表部参事官、2000年12月在ロシア日本国大使館公使、2003年2月在シンガポール日本国大使館公使、2005年8月大臣官房危機管理担当参事官兼領事局参事官、2006年8月外務省領事局参事官。
その後、国際協力局地球規模課題担当参事官やエディンバラ総領事を務めたのち、2009年（平成21年）7月、ジュネーブ国際機関日本政府代表部大使兼ジュネーブ総領事を経て、2012年（平成24年）10月9日からブルネイ駐箚特命全権大使。2014年（平成26年）5月13日から特命全権大使（第3回国連防災世界会議担当）。9月5日から兼北極担当大使。2015年（平成27年）4月24日からスリランカ駐箚特命全権大使。2018年（平成30年）11月2日特命全権大使（気候変動交渉担当）、気候変動交渉に参加するための日本政府代表。家族は、夫人との間に子供が二人いる。

## 同期
- 宮家邦彦（キヤノングローバル戦略研究所研究主幹、立命館大学客員教授）
- 新井勉（11年駐カメルーン大使）
- 小井沼紀芳（16年駐オーストリア大使・13年駐ザンビア大使）
- 大嶋英一（12年駐フィジー大使）
- 辻優（13年駐オランダ大使・12年駐クロアチア大使）
- 水上正史（16年駐スペイン大使・15年沖縄担当大使・12年駐アルゼンチン大使・10年外務省中南米局長）
- 猪俣弘司（16年駐オランダ大使・13年駐パキスタン大使・10年駐サンフランシスコ総領事）
- 貝谷俊男（13年駐グルジア（ジョージア）大使）
- 二石昌人（13年駐ブルキナファソ大使）
- 篠原守（13年駐コスタリカ大使）
- 岡田憲治（16年駐ベネズエラ大使・13年駐ホンジュラス大使）
- 松富重夫（16年駐ポーランド大使・14年駐イスラエル大使・12年外務省国際情報統括官・10年外務省中東アフリカ局長）
- 梅田邦夫（16年駐ベトナム大使・14年駐ブラジル大使）
- 草賀純男（15年駐オーストラリア大使・13年ニューヨーク総領事）